# بالوت (غذا)

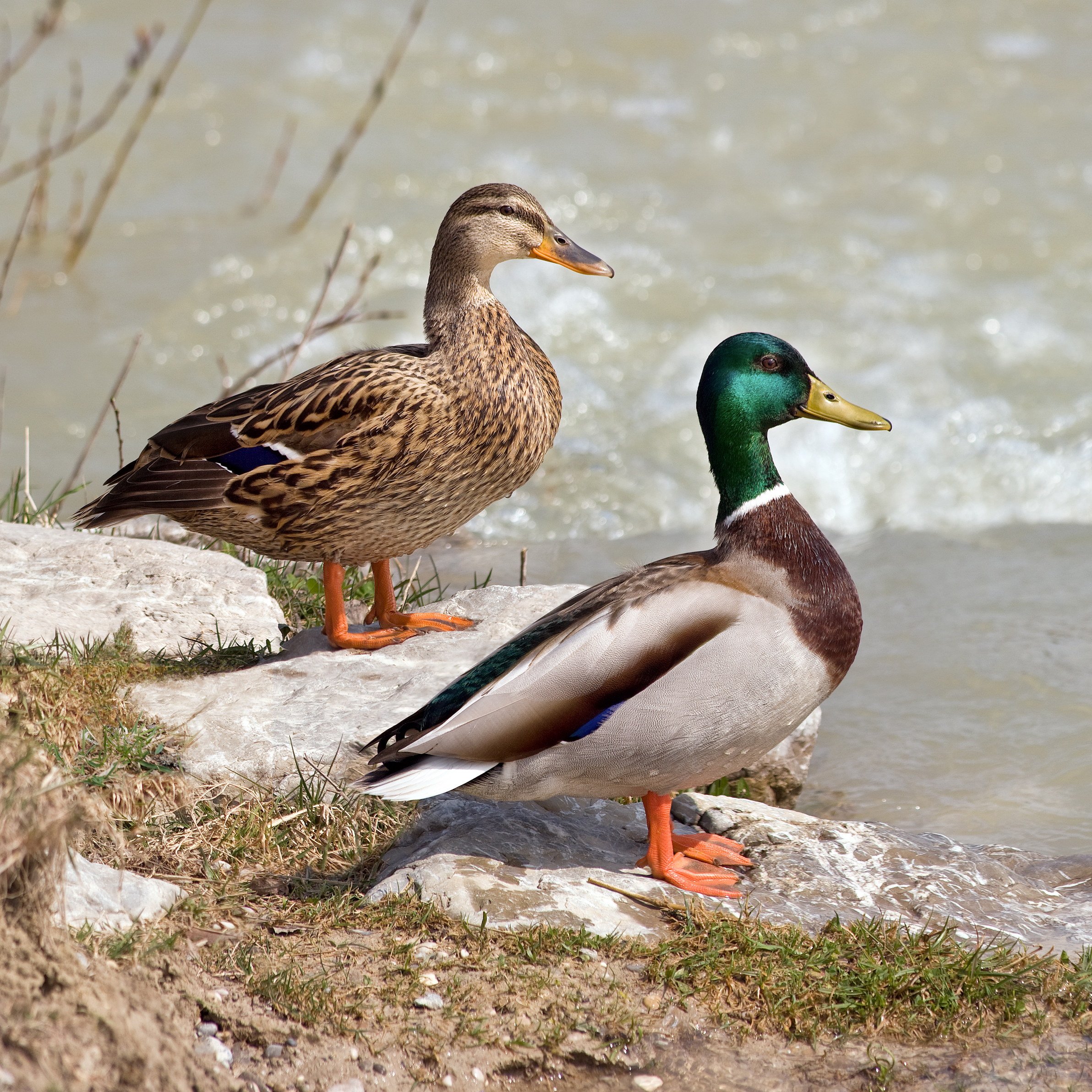
اردک‌های مالارد به‌طور گسترده‌ای در تولید بالوت مورد استفاده قرار می‌گیرند — ماده (چپ) و نر (راست).

بالوت (به انگلیسی: Balut؛ تلفظ: ‎/bəˈluːt/‎ bə-LOOT یا ‎/ˈbɑːluːt/‎ BAH-loot) همچنین به‌صورت balot نیز نوشته می‌شود) نوعی تخم‌مرغ لقاح‌یافته و در حال رشد است که آن را آب‌پز یا بخارپز کرده و مستقیماً از درون پوسته خورده می‌شود. این خوراک معمولاً به‌عنوان غذای خیابانی عرضه می‌شود و اغلب با نمک و سرکه مصرف می‌گردد. بالوت بیش از همه در کشورهای فیلیپین، کامبوج (خمر: ពងទាកូន، paung tea kaun) و ویتنام (ویتنامی: trứng vịt lộn, hột vịt lộn) رایج می‌باشد و گاهی نیز در تایلند (تای: ไข่ข้าว، ت. «khai khao») یافت می‌شود.

## همچنین ببینید
- تخم‌مرغ صدساله – غذای چینی بر پایهٔ تخم‌مرغ
- غذای لاکچری – مادهٔ غذایی که در برخی فرهنگ‌ها بسیار مطلوب و پرطرفدار تلقی می‌شود
- تخم‌مرغ دودی – غذایی که در تهیهٔ آن از فرآیند دودی‌کردن تخم‌مرغ استفاده می‌شود
- تخم‌مرغ چای – تخم‌مرغ جوشانده‌شده در چای به‌عنوان میان‌وعدهٔ شور